# Avital Ronell

Avital Ronell, 2007

Avital Ronell (* 15. April 1952 in Prag, Tschechoslowakei) ist eine US-amerikanische Germanistin, Literaturwissenschaftlerin und Philosophin. Ihr umfangreiches Werk zählt zur Schülergeneration der Dekonstruktion. Sie lehrt an der New York University (NYU) und an der European Graduate School. 2018 wurde sie von der New York University der sexuellen Belästigung gegenüber einem Doktoranden für schuldig befunden und für das akademische Jahr 2018/2019 von der Lehre suspendiert, was im Kontext von MeToo kontrovers debattiert wurde.

## Leben und Werk
Ronell wurde in Prag als Kind israelischer Diplomaten geboren und war Performancekünstlerin, bevor sie sich akademischen Studien zuwandte. Sie studierte bei Jacob Taubes am Institut für Hermeneutik der Freien Universität Berlin, wurde 1979 an der Princeton University promoviert und setzte dann ihre Studien bei Jacques Derrida und Hélène Cixous in Paris fort.
Avital Ronell unterrichtete Vergleichende Literatur an der University of California, Berkeley, bevor sie an die New York University (NYU) wechselte, wo sie eine Forschungsplattform zu Trauma und Gewalt eingerichtet hat. Während sie in Berkeley regelmäßig gemeinsam mit Judith Butler, Jean-Luc Nancy und Philippe Lacoue-Labarthe unterrichtete, lehrte sie an der New York University zunächst an der Seite ihres Freundes und Förderers Jacques Derrida.
In ihrer Arbeit setzt sie sich mit Phänomenen des Gespenstischen in der Literatur (Dictations), der Frage nach der Technik (The Telephone Book), dem Zusammenhang von Drogen und Dichtung (Crack Wars), der Stellung der Dummheit in der Geschichte der Philosophie (Stupidity), dem positivistischen Bedürfnis nach Erzeugung empirischer Evidenzen (The Test Drive) und dem Problem väterlicher Autorität (Loser Sons) auseinander.
Autoren, auf die sie in ihren Schriften immer wieder Bezug nimmt, sind unter anderen die deutschsprachigen Dichter Johann Wolfgang von Goethe, Friedrich Hölderlin, Rainer Maria Rilke und Franz Kafka; die Philosophen Friedrich Nietzsche, Walter Benjamin und Martin Heidegger; die Psychoanalytiker Sigmund Freud und Jacques Lacan; sowie zahlreiche Denker der neueren französischen Philosophie wie Emmanuel Levinas, Jean-François Lyotard, Jean-Luc Nancy und vor allem Jacques Derrida.
In den Dokumentarfilmen The Call: Philosophie im Bild 1 (2005) von Arno Böhler, Examined Life (2008) von Astra Taylor sowie Derrida (2002) von Kirby Dick und Amy Ziering wurde Ronell interviewt und ihre Arbeit vorgestellt.

## Title IX-Verfahren 2018
Gegen Ronell reichte der ehemalige Doktorand Nimrod Reitman Anfang April 2018 an der NYU eine Title-IX-Klage wegen »sexueller Nötigung« und »sexuellen Übergriffen« ein. Der Fall, den die NYU unter Ausschluss der akademischen Öffentlichkeit verhandelte, wurde vorzeitig publik, als Judith Butler (die ihre Unterstützung später zurückzog), Slavoj Žižek, Jean-Luc Nancy und knapp 50 weitere Personen aus Ronells universitärem Umfeld einen Brief an den Präsidenten der NYU adressierten. Diese verteidigten Ronells Betreuungsstil mit ihrer intellektuellen Brillanz und dem »internationalen Ruf und Renommee«. Der Brief wurde auf dem Philosophy Blog von Brian Leiter geleakt und kontrovers diskutiert, er sei Zeichen eines professoralen Corpsgeists, desavouiere das Opfer, um das damals laufende Title-IX-Verfahren auf unlautere Weise zu beeinflussen. Im August 2018 befand die NYU Ronell der sexuellen Nötigung für schuldig und suspendierte sie ein akademisches Jahr ohne Bezahlung vom Lehrbetrieb. Nach ihrer Rückkehr, so lautete eine Auflage, könne Ronell Studierende nur noch in einem überwachten Setting betreuen, weitere Sanktionen behielt sich die NYU vor. Am 16. August 2018 reichte Reitman zusätzlich bei den Zivilgerichten von New York Klage gegen Ronell und die NYU wegen sexueller Belästigung, sexueller Nötigung und Stalking ein. Im Gefolge von #MeToo warf der Fall Ronells international Fragen nach dem Machtmissbrauch in universitären Betreuungsverhältnissen auf. Aus Anlass des Verfahrens gegen Ronell hat Bernd Hüppauf eine kritische Bestandsaufnahme der universitären Verhältnisse vorgenommen.

## Publikationen
Monographien:
- Loser Sons: Politics and Authority. 2012, ISBN 0-252-03664-6
- The Test Drive. 2005, ISBN 0-252-02950-X
- Stupidity. 2001, ISBN 0-252-07127-1
  - in Deutsch: Dummheit. Brinkmann & Bose, Berlin 2005
- Crack Wars: Literature, Addiction, Mania. 1993, ISBN 0-252-07190-5
  - in Deutsch: Drogenkriege: Literatur, Abhängigkeit, Manie. Fischer, Frankfurt 1994
- The Telephone Book: Technology, Schizophrenia, Electric Speech. 1989, ISBN 0-8032-8938-3
  - in Deutsch: Das Telefonbuch: Technik, Schizophrenie, elektrische Rede. Brinkmann & Bose, Berlin 2001
- Dictations: On Haunted Writing. 1986, ISBN 0-8032-8945-6
  - in Deutsch: Der Goethe-Effekt: Goethe – Eckermann – Freud. Wilhelm Fink, München 1994

Essaysammlungen und Interviews:
- Fighting Theory: In Conversation with Anne Dufourmantelle. 2010, ISBN 0-252-07623-0
- The ÜberReader: Selected Works of Avital Ronell. 2007, ISBN 0-252-07311-8
- Finitude’s Score: Essays for the End of the Millenium. 1998, ISBN 0-8032-8949-9

Beiträge:
- The Tactlessness of an Unending Fadeout. In: Jeremy Fernando: Writing Death. 2011, ISBN 978-90-817091-0-1
- Aggressive coexistence or the problem of authority. In: Aris Fioretos (Hrsg.): Babel. Für Werner Hamacher. 2009, ISBN 3-938767-55-3
- Introduction. In: Anne Dufourmantelle: Blind Date: Sex and Philosophy. 2007, ISBN 0-252-07488-2
- Introduction. In: Valerie Solanas: Scum Manifesto. 2004, ISBN 1-85984-553-3

Übersetzungen:
- Philippe Lacoue-Labarthe: The Response of Ulysses. In: Eduardo Cadava u. a. (Hrsg.): Who Comes After the Subject?. 1991, ISBN 0-415-90360-2.
- Jacques Derrida: Otobiographies. In: Ders.: The Ear of the Other. 1989, ISBN 0-8032-6575-1.
- Jacques Derrida: Devant la loi. In: Alan Udoff (Hrsg.): Kafka and the Contemporary Critical Performance: Centenary Readings. 1987, ISBN 0-253-31709-6.
- Jacques Derrida: A Peine. In: Ders.: Mèmoires: For Paul De Man. 1986, ISBN 0-231-06232-X.
- Jacques Derrida: The Law of Genre. In: Glyph: Textual Studies 7. 1980, ISBN 0-8018-2365-X.